# Acanthistius ocellatus
Acanthistius ocellatus är en fiskart som först beskrevs av Günther, 1859.  Acanthistius ocellatus ingår i släktet Acanthistius och familjen havsabborrfiskar. IUCN kategoriserar arten globalt som livskraftig. Inga underarter finns listade i Catalogue of Life.

## Bildgalleri

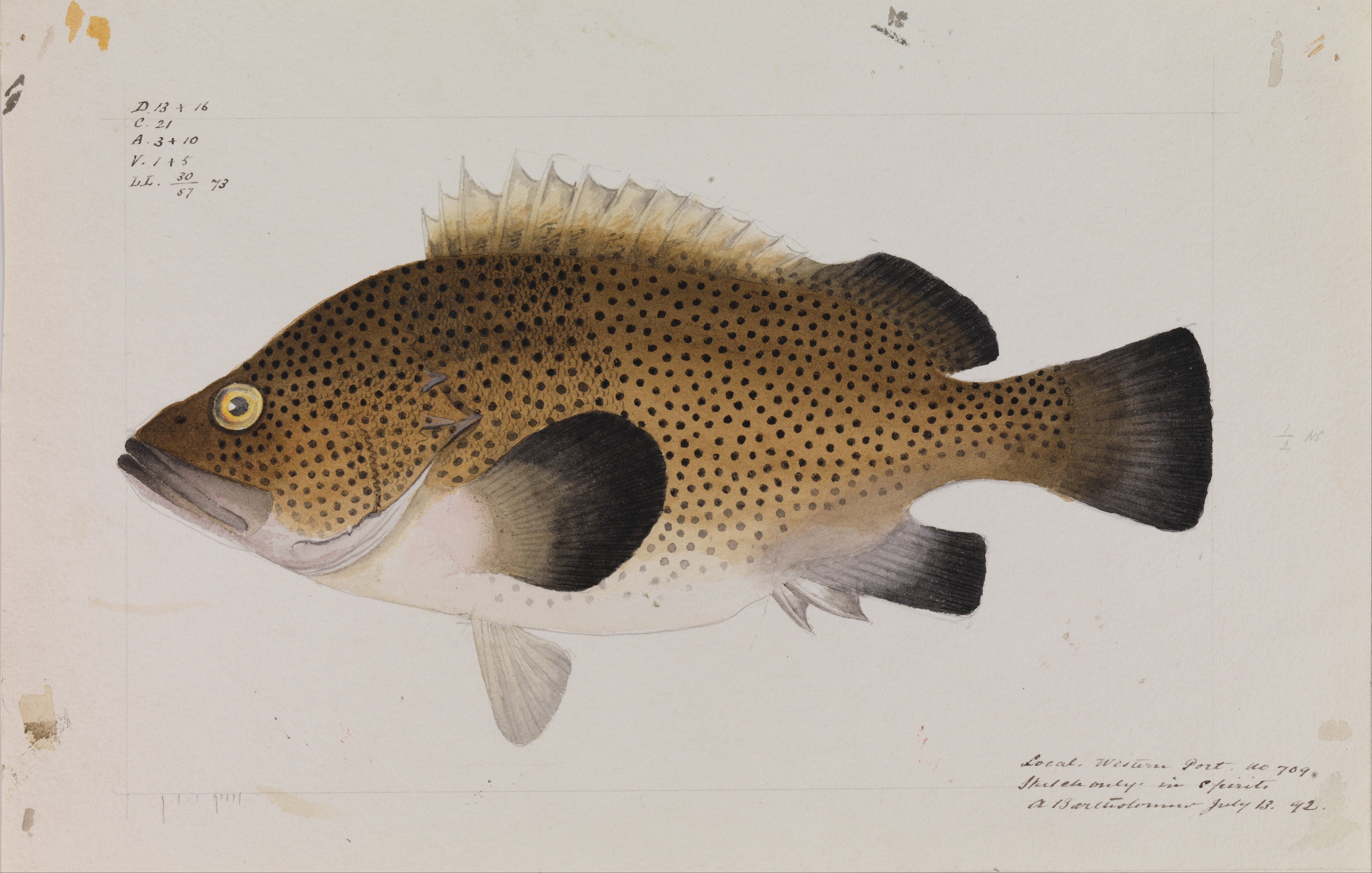